# Fremen
 (août 2024).
Cet article possède un paronyme, voir Femen.
Les Fremen forment un peuple imaginé par Frank Herbert dans l’ensemble de romans de science-fiction le cycle de Dune.

## Histoire
Les Fremen sont le peuple pionnier de Dune, descendants des nomades Zensunni, une communauté schismatique. Les Zensunni ont dû naviguer de planète en planète dans l’espoir de trouver un lieu d’habitation. Refoulés par la plupart des peuples, ils finirent par trouver une planète désertique qu’ils appellent Dune, connue sous le nom d’Arrakis dans l’Empire.
Profondément marqués par la condition apatride de leurs pères, et surtout par le mépris des autres peuples, ils se proclament Hommes Libres de Dune de l’anglais Freemen (Fremen). Vrais habitants de Dune, ils ne laisseront personne essayer de les déposséder de leur planète. 
L’accession à l’empire de Paul Atréides fera des Fremen l’un des peuples les plus importants de la Galaxie, conquérant de nombreux mondes sous la « bannière verte des Atréides », tandis qu'un programme de terraformation rendra leur planète plus hospitalière. Malheureusement, ce sera aussi le début de leur décadence. Commencée avec Korba, le ridicule panégyriste officiel, et par les fêtes que se voit décrire Scytale, elle s’achèvera sous Leto II : réduits à l’état de « Fremen de musée », les derniers descendants de ce peuple ne sont alors plus que des reliques vivantes, confinées dans des « quartiers de sietch » en toc, qui vivent des dons des pèlerins et de petits trafics. Ils sont pitoyables et ont « une mentalité de souk ». Ils ne portent même plus de Krys : celui que Teishar vend à Siona est en plastique fragile.
Après l'assassinat de Leto II, la planète redevient aride et les Fremen doivent de nouveau s'adapter au désert mais ils ne retrouvent pas leur gloire d'antan. Par exemple, ils ne savent plus utiliser les vers des sables. Leur société devient inégalitaire, dominée par un clergé intégriste, lui-même objet de luttes de pouvoir entre le Bene Gesserit et le Bene Tleilax. Quasiment toute la population d'Arrakis est exterminée lors de l'atomisation de la planète par les Honorées Matriarches. Seuls survivent alors quelques descendants de Fremen émigrés lors de la Grande Dispersion.  

## Mode de vie
Avant leur alliance avec Paul Atréides, qui a choisi le surnom de Muad’Dib, les Fremen sont disséminés en tribus voyageant dans le désert, faisant des haltes dans des habitations aménagées dans des roches, les sietchs. Ces grottes, habitats traditionnels, sont dirigées par des Naib : ceux qui ont juré de mourir plutôt que d’être capturés par l’ennemi.
Les sietchs abritent des réserves d’eau recueillie précieusement avec des filets au moment des rosées du matin, ou par des pièges à vent qui capturent toute l’humidité de l’air. Ces réserves sont la base du grand projet de modification écologique de la planète Arrakis, imaginé par Pardot Kynes. Le peuple Fremen paye par ailleurs de faramineuses sommes d’épice à la Guilde spatiale pour acheter l’absence d’engins d’observation en orbite susceptible de repérer les zones de la planète où les Fremen créent des oasis pour progresser sur le désert.
Habitués au rude climat d’Arrakis, les Fremen savent économiser et recycler l’eau de toute chose. C’est en effet une denrée précieuse sur cette planète si terriblement sèche. Les Fremen en font même leur monnaie d’échange et un pivot central de leur culture. Par exemple, la chair d’un Fremen lui appartient mais son eau appartient à la tribu : après sa mort, lors du rituel funèbre, le mort est revêtu d’un « distille de mort » qui soutire toute l’eau de son corps. Pleurer un mort, « donner son humidité au mort » est un signe d’immense tristesse, car on utilise de l’eau pour un mort qui n’en a plus besoin.
Les Fremen consomment des quantités importantes d’Épice dans leur nourriture. De plus, l’air d’Arrakis en étant saturé, ils vivent de manière presque permanente sous l’influence de l’épice. De par les propriétés du Mélange, les yeux des Fremen sont bleus sur fond bleu (sans blanc), de même que ceux de tout homme en absorbant en trop grande quantité : les « yeux de l’Ibad ». Pourtant, les Fremen ne semblent pas dépendants du Mélange, ce qui laisse supposer que leur organisme est parfaitement adapté à la substance.

### L'eau et le Distille
Le distille est un des éléments les plus importants de la vie d’un Fremen : il s’agit d’un vêtement intégral qui, une fois correctement mis, ne laisse visibles que les yeux du porteur, et par un jeu de micro-mécanismes et de principes physiques élémentaires, récupère l’eau du corps émise dans la transpiration, dans les déchets humains ou la vapeur émise par la parole. Un homme portant un distille correctement ajusté est censé pouvoir survivre en perdant moins d' « un dé à coudre d’eau par jour ». L’eau récupérée est répartie dans des poches spéciales. Des tuyaux flexibles à plusieurs endroits permettent de boire.
Un Fremen croisant dans le désert un homme sans distille est d’ailleurs sommé de le tuer et de récupérer son eau. En effet, cet inconscient gaspille une eau qui doit être sauvegardée.
Une tribu Fremen se tient à l’écart des autres : les gens de Shuloch (également Jacurutu) sont des brigands qui tuent les autres Fremen pour leur voler leur eau. Ils sont l'objet d’effroi et de légendes.

### Le Krys et le code de l'honneur
Les Fremen suivent un code d’honneur rigoureux. Ainsi, ils répertorient des « insultes mortelles » dont l’affront ne peut être lavé que par la mort. Un Fremen peut avoir plusieurs femmes, mais s’il ravit celle d’un autre, un duel s’ensuit. Ces combats se font au Krys, arme taillée dans la dent d’un ver des sables, rare et précieuse, censée se dissoudre à la mort de son propriétaire. Chaque Fremen doit gagner le droit de porter un Krys (souvent en chevauchant un ver). Une fois tiré du fourreau, le Krys ne doit pas y retourner sans avoir goûté le sang.

### Croyances
Descendant des Zensunni, les Fremen sont un peuple profondément croyant, et très superstitieux. Dans le cadre de leur grand projet de recherche du Kwisatz Haderach, les Bene Gesserit ont implanté en eux l’espérance de la venue d’un prophète étranger, le Lisan al-Gaib c’est-à-dire la voix d’ailleurs. Ce prophète devra guider tous les Fremen.
Le culte principal est celui de l’eau, symbolisant la vie dans ce monde aride. Ainsi quand un Fremen meurt, on dit qu’il rend son eau à sa tribu, au sens figuré, mais également au sens propre, son cadavre étant traité dans un « distille de mort » qui récupère toute l’humidité de son corps pour alimenter la citerne de la tribu.
Les Fremen ont déifié le ver des sables ou Shai-Hulud, ce qui explique l’importance qu’ils accordent au fait de chevaucher un ver, et la valeur qu’ils donnent aux Krys qu’ils taillent dans des dents de ver des sables. Malgré tout, les Fremen connaissent les dangers de leur dieu et utilisent des tactiques élaborées pour l'appeler. Ils connaissent également certaines particularités de l’effet Holtzmann des boucliers depuis plus longtemps que les grandes Maisons. L’effet Holtzmann attire les vers des sables et les rend fous, condamnant le porteur de bouclier à une mort presque certaine.

## Inspiration
Le Tanzerouft, le « Pays de la Soif », une partie du désert de Dune, dérive du nom d’une région du Sahara, Tanezrouft, dans le sud de l’Algérie.
Le terme Fremen est inspiré du nom que se donnent les Touaregs, ainsi que d’autres peuples berbères d’Afrique du Nord : Imazighen, littéralement les hommes libres (free men en anglais).
Frank Herbert a affirmé avoir eu l’idée de Dune après avoir étudié un projet gouvernemental conçu pour arrêter l’expansion des dunes sur la côte du Pacifique en Oregon.
Plusieurs expressions sont empruntées ou dérivées de l’arabe (subaq al khuar : sabah al kheir, bi-lal-kaifa, etc.).